# Tour de France 2006/17. Etappe
Die 17. Etappe der Tour de France 2006 am 20. Juli war die letzte Bergetappe in diesem Jahr und führte die Fahrer über 200,5 km von Saint-Jean-de-Maurienne nach Morzine. Neben dem Col des Saisies (1650 m, Kategorie 1), dem Col des Aravis (1486 m, Kategorie 2), dem Col de la Colombière (1613 m, Kategorie 1) und der Côte de Châtillon-sur-Cluses (735 m, Kategorie 3), einem kleinen Hügel, wartete als letztes Hindernis auf dem Weg ins Tal nach Morzine noch der Col de Joux Plane (1691 m, Kategorie HC). Die Abfahrt vom Gipfel in den Zielort war zwölf Kilometer lang.
Nach 17 Kilometern formierte sich eine 14-köpfige Spitzengruppe, aus der kurze Zeit später drei Fahrer den Fluchtversuch abbrachen. Es blieben elf Fahrer an der Spitze, unter ihnen Patrik Sinkewitz, Juan Manuel Gárate und Stuart O’Grady.
Zu Beginn des Col des Saisies hatte die Gruppe 10:40 min Vorsprung auf das Feld. Dort attackierte im Hauptfeld das Phonak-Team unter der Regie von Floyd Landis. Es blieb eine Gruppe mit Landis, Michael Rogers, Andreas Klöden, Denis Menschow, Cadel Evans und Carlos Sastre übrig. Der in Gelb fahrende Óscar Pereiro und Cyril Dessel mussten unterdessen abreißen lassen. Landis erhöhte das Tempo ein weiteres Mal, woraufhin ihn Klöden und Sastre diesmal ziehen ließen. Die Gruppe um Klöden ließ sich daraufhin wieder in die Gruppe um Pereiro zurückfallen. Die Spitzengruppe erreichte mit acht Fahrern den Gipfel. Landis überquerte diesen mit 3:09 min Rückstand auf die Spitzengruppe und 3:25 min Vorsprung auf das Hauptfeld.
Hinauf zum Col des Aravis setzte sich Patrice Halgand aus der Spitzengruppe ab, die zwischenzeitlich wieder auf ihre ursprüngliche Größe angewachsen war. Zudem schloss Landis zu den zehn Verfolgern auf und übernahm sofort die Tempoarbeit, wodurch die Gruppe auseinanderfiel. Nur Sinkewitz, O’Grady und Daniele Righi erreichten mit Landis den Gipfel des Aravis. Sie lagen 1:13 min hinter Halgand und 4:31 min vor dem Hauptfeld.
Am Fuße des Col de la Colombière schlossen Landis, Sinkewitz und Righi zu Halgand auf. Nachdem O’Grady bereits vorher zurückgefallen war, musste auch Righi die drei Führenden ziehen lassen. Wenig später konnte auch Halgand dem Tempo des neuen Spitzenduos nicht standhalten. Die beiden Spitzenreiter überquerten die Passhöhe mit 8:33 min Vorsprung auf die Gruppe mit dem Gelben Trikot. Am Ende der Abfahrt vom Col de la Colombière, als Landis’ Vorsprung auf 9:08 min angewachsen war, erhöhte das Team CSC das Tempo des Hauptfeldes deutlich. Sie wurden dabei von T-Mobile unterstützt. Bis zum Fuße des Col de Joux Plane verringerte das Feld den Rückstand auf 6:15 min.
Dort ließ Sinkewitz Landis ziehen und nahm das Tempo heraus, um auf seinen Kapitän Klöden zu warten. Im Verfolgerfeld attackierte Sastre und wie bereits am Vortag konnte kein weiterer Fahrer folgen. Dahinter folgte Christophe Moreau mit einer fünfköpfigen Gruppe im Schlepptau um Evans, Menschow, Michael Boogerd, Damiano Cunego und Fränk Schleck. Klöden, Pereiro und Dessel konnten dem Tempo nicht folgen. Cunego überholte aus der Fünfergruppe heraus Moreau, während Klöden leichte Probleme hatte, Pereiros Tempo zu folgen. Diese Gruppe überholte wenig später den schwächelnden Menschow. Auch Moreau konnte Cunego wieder passieren. Evans fiel ebenfalls hinter die Gruppe um Pereiro und Klöden zurück. Landis ging als Erster mit 5:07 min Vorsprung auf die Abfahrt nach Morzine, gefolgt von Sastre und Moreau. In dieser Reihenfolge überfuhren sie auch die Ziellinie. Dessel stürzte auf der Abfahrt spektakulär, konnte die Fahrt aber fortsetzen.
Im Kampf um das Gelbe Trikot rückte Carlos Sastre bis auf 0:12 min an Óscar Pereiro heran. Landis verringerte seinen Abstand auf 0:30 min und übernahm den zweiten Platz in der Bergwertung. Damiano Cunego sicherte sich erstmals das Weiße Trikot des besten Nachwuchsfahrers mit fünf Sekunden Vorsprung auf Markus Fothen. T-Mobile eroberte nach den drei Alpen-Etappen die Führung in der Mannschaftswertung zurück.
Michael Rasmussen stand bereits als Gewinner der Bergwertung fest. Er hatte am Ende der Etappe 32 Punkte Vorsprung bei maximal 23 Punkten, die auf den abschließenden drei Etappen noch zu holen waren.
Am 27. Juli 2006 gab Phonak bekannt, dass Landis nach der Etappe von der UCI in der A-Probe verbotenes Testosterondoping nachgewiesen wurde. Auch die B-Probe war positiv.

## Aufgaben
- 75 Miguel Ángel Martín Perdiguero – während der Etappe, Wunde am linken Ellenbogen und Knie nach Sturz am Vortag
- 106 José Rujano – vor dem Start der Etappe
- 144 José Ángel Gómez – während der Etappe, Magenprobleme
- 191 Juan Miguel Mercado – während der Etappe, Erschöpfung

## Zwischensprints
1. Zwischensprint in Le Grand-Bornand (122 km)
| Erster  | Patrice Halgand  | 6 P. und 6 s |
| Zweiter | Floyd Landis     | 4 P. und 4 s |
| Dritter | Patrik Sinkewitz | 2 P. und 2 s |

2. Zwischensprint in Verchaix (172,5 km)
| Erster  | Floyd Landis          | 6 P. und 6 s |
| Zweiter | Patrik Sinkewitz      | 4 P. und 4 s |
| Dritter | Christian Vande Velde | 2 P. und 2 s |

## Bergwertungen
Col des Saisies, Kategorie 1 (82,5 km)
| Erster   | Patrice Halgand     | 15 P. |
| Zweiter  | Philippe Gilbert    | 13 P. |
| Dritter  | Juan Manuel Gárate  | 11 P. |
| Vierter  | Pavel Padrnos       | 9 P.  |
| Fünfter  | Stuart O’Grady      | 8 P.  |
| Sechster | Patrik Sinkewitz    | 7 P.  |
| Siebter  | Daniele Righi       | 6 P.  |
| Achter   | Christophe Le Mével | 5 P.  |

Col des Aravis, Kategorie 2 (109 km)
| Erster   | Patrice Halgand  | 10 P. |
| Zweiter  | Floyd Landis     | 9 P.  |
| Dritter  | Patrik Sinkewitz | 8 P.  |
| Vierter  | Daniele Righi    | 7 P.  |
| Fünfter  | Stuart O’Grady   | 6 P.  |
| Sechster | Pavel Padrnos    | 5 P.  |

Col de la Colombière, Kategorie 1 (134 km)
| Erster   | Floyd Landis       | 15 P. |
| Zweiter  | Patrik Sinkewitz   | 13 P. |
| Dritter  | Patrice Halgand    | 11 P. |
| Vierter  | Pavel Padrnos      | 9 P.  |
| Fünfter  | Stuart O’Grady     | 8 P.  |
| Sechster | Daniele Righi      | 7 P.  |
| Siebter  | Juan Manuel Gárate | 6 P.  |
| Achter   | David de la Fuente | 5 P.  |

Côte de Châtillon-sur-Cluses, Kategorie 3 (162 km)
| Erster  | Floyd Landis     | 4 P. |
| Zweiter | Patrik Sinkewitz | 3 P. |
| Dritter | Patrice Halgand  | 2 P. |
| Vierter | Jens Voigt       | 1 P. |

Col de Joux Plane*, Kategorie HC (188,5 km)
| Erster   | Floyd Landis      | 40 P. |
| Zweiter  | Carlos Sastre     | 36 P. |
| Dritter  | Christophe Moreau | 32 P. |
| Vierter  | Damiano Cunego    | 28 P. |
| Fünfter  | Michael Boogerd   | 24 P. |
| Sechster | Fränk Schleck     | 20 P. |
| Siebter  | Óscar Pereiro     | 16 P. |
| Achter   | Haimar Zubeldia   | 14 P. |
| Neunter  | Andreas Klöden    | 12 P. |
| Zehnter  | Michael Rasmussen | 10 P. |

*Die Punkte der Bergwertung werden verdoppelt, wenn der letzte Pass der Etappe der Kategorie HC, 1 oder 2 entspricht.
- Siehe auch: Fahrerfeld